# Phoronozoa
Clade
Synonymes
Lophophorata s.s. (Hyman, 1959)

Brachiozoa s.s. (Cavalier-Smith, 1998)
Embranchements de rang inférieur
- Brachiopoda
- Phoronida

Classification phylogénétique
- Bilatériens
  - Protostomiens
    - Chétognathes ?
    - Lophotrochozoaires
      - Ectoproctes
      - Rhombozoaires
      - Platyzoaires
      - Phoronozoaires
        - Brachiopodes
        - Phoronides

      - Eutrochozoaires

    - Ecdysozoaires

  - Mésozoaires ?
  - Deutérostomiens

Les Phoronozoaires (Phoronozoa) ou Brachiozoaires (Brachiozoa) constituent un clade, super-embranchement monophylétique d'organismes protostomiens réunissant les Brachiopodes et les Phoronidiens.

## Phylogénie
Ce clade a comme caractère dérivé propre une réduction du prosome (partie antérieure réduite) transformé en épistome, formant un lobe au-dessus de la bouche.

## Écologie
Les Phoronozoaires vivent en milieu marin et ont une répartition mondiale.